# Reinhold Seebeerg
Reinhold Seeberg (Halinga, 24 de março jul./ 5 de abril de 1859 greg. —  Ahrenshoop, 23 de outubro de 1935) foi um teólogo estoniano, naturalizado alemão. Um forte nacionalista alemão, Seeberg teve um papel importante na Alemanha, e um posicionamento incomum, não apoiando a República de Weimar. Fazia parte do movimento pelo renascimento moderno dos estudos da Reforma Luterana, incluindo o reposicionamento de Martin Bucer como teólogo mediador entre o pensamento Luterano e o Reformado. Seu filho, Erich Seeberg, tornou-se um importante teólogo na Universidade de Berlim.

## Estudos
De 1870 a 1878, Seeberg estudou gramática clássica em Tallinn e, a partir de 1878, estudou teologia na Universidade de Tartu. Em 1884, tornou-se conferencista em teologia sistemática em Tartu e em 1884, professor religioso na escola da cidade local. Em 1889, recebeu o Doutorado Honorário da Faculdade de Teologia e recebeu uma reputação como Professor Titular da exegese do Novo Testamento e da história da igreja. A partir de 1894, tornou-se membro da Universidade de Erlangen-Nuremberga para teologia sistemática. Em 1898, tornou-se professor titular de teologia sistemática na Universidade de Berlim, onde ensinou até 1927. Também foi aluno de doutorado, Dietrich Bonhoeffer. 1900/1901 e 1905/1906 foi decano da Faculdade de Teologia. Em 1908, ele se tornou presidente da federação eclesiástico-social. Em 1910, ele foi nomeado Conselheiro Privado. Em 1903, ele se tornou um membro honorário do Berliner e em 1922 o Dorpater Wingolf.

## Livros e influência
Seeberg escreveu mais de duas dúzias de livros e muitos artigos, cobrindo uma série de questões na teologia histórica, incluindo o cristianismo primitivo, Lutero, a essência do cristianismo e Duns Scot. Seu texto mais famoso foi o amplamente publicado e traduzido Lehrbuch des Dogmengeschicte em cinco volumes. O último trabalho ofereceu uma compreensão enciclopédica do desenvolvimento da doutrina cristã, desde o período do Novo Testamento até o século XVII, de acordo com métodos modernos históricos críticos. Nele, Seeberg oferece uma avaliação mais tradicional dos fundamentos dos ensinamentos cristãos, em contraste com seu colega Adolph von Harnack, o historiador mais velho do dogma em Berlim. Seeberg também enfatizou a natureza social da Igreja, um ensinamento que se tornou importante para seus alunos.

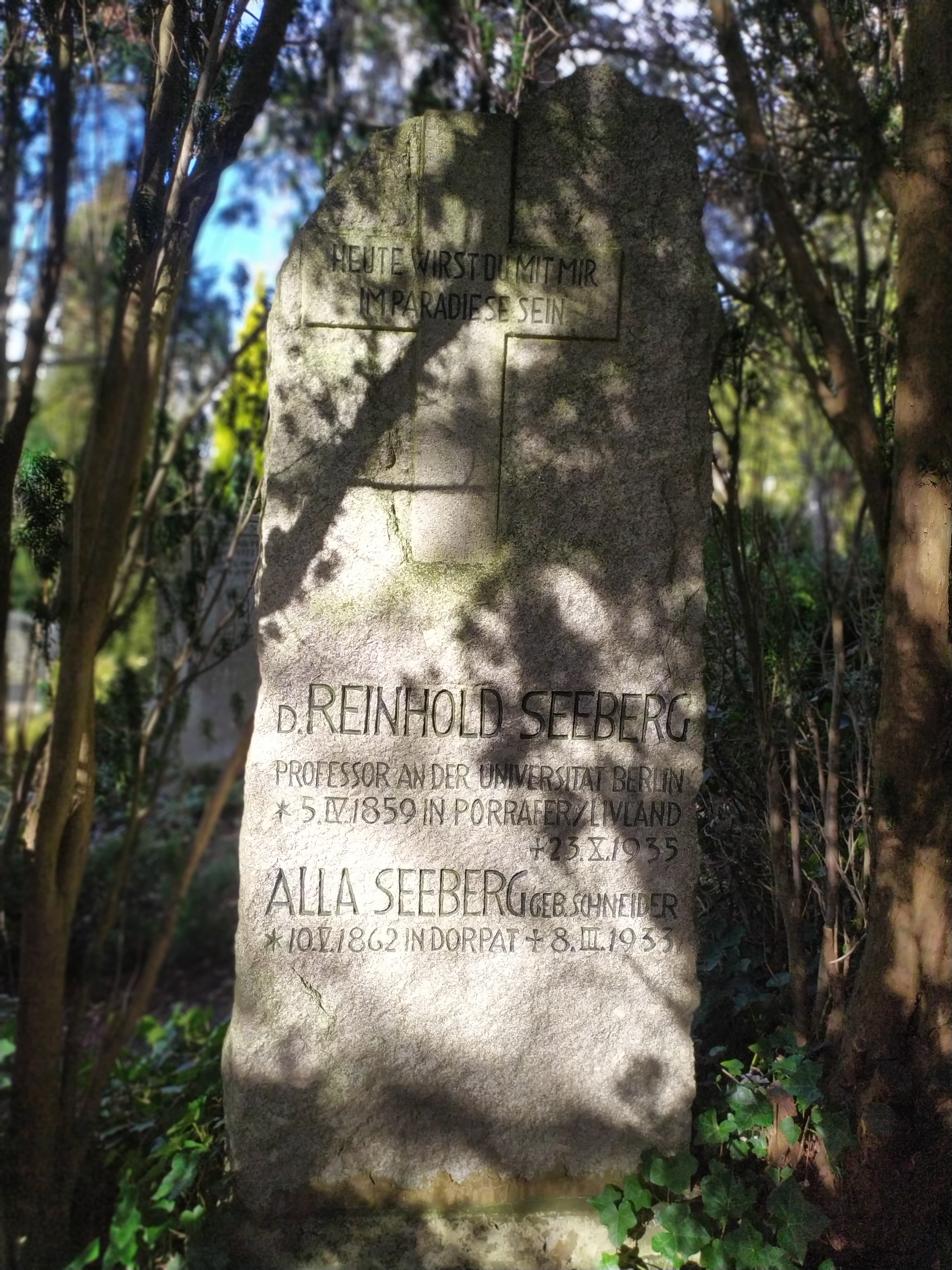

Seeberg teve vários estudantes importantes, incluindo Werner Elert na história e doutrina da igreja, Hermann Sasse em estudos luteranos e Dietrich Bonhoeffer em teologia e ética. Bonhoeffer adotou a ênfase de Seeberg na natureza social da Igreja, as dimensões epistemológicas e éticas das doutrinas e uma ênfase anti-metafísica em seu próprio pensamento. Mesmo quando Bonhoeffer voltou-se para uma visão mais forte de Barthian da revelação sobre a religião, Bonhoeffer manteve uma ênfase social na teologia e ética, que marcou a influência duradoura de Seeberg.

## Publicações
- Zur Geschichte des Begriffs der Kirche, Mag.-Diss.
- Begriff der christlichen Kirche, 1885
- Brauchen wir ein neues Dogma?, 1892
- Die Apologie des Aristides untersucht und wiederhergestellt, 1893
- Lehrbuch der Dogmengeschichte, 4 volumes, 1895–1920
- Gewissen und Gewissensbildung, 1896
- Die Kirche und die soziale Frage, 1897
- Melanchthons Stellung in der Geschichte der Kirche und der Wissenschaft, 1897
- Die Bußlehre des Duns Scotus, 1898
- An der Schwelle des 20. Jahrhunderts, 1900
- Die Theologie des Duns Scotus, 1900
- Grundriß der Dogmengeschichte, 1901
- Die Grundwahrheiten der christlichen Religion, 1902
- Die Kirche Deutschlands im 19. Jahrhundert, 1903
- Luther und Luthertum in der neuesten katholischen Beleuchtung, 1904
- Das Abendmahl im Neuen Testament, 1905
- Die kirchlich-soziale Idee und die Aufgaben der Theologie in der Gegenwart, 1907
- Offenbarung und Inspiration, 1908
- Sinnlichkeit und Sittlichkeit, 1909
- Kirche, Gnadenmittel und Gnadengaben, 1910
- System der Ethik, 1911
- Nähe und Allgegenwart Gottes, 1911;
- Ursprung des Christusglaubens, 1914
- „Seeberg-Adresse“, 20 de junho de 1915
- Was sollen wir denn tun?, 1915
- Geschichte, Krieg und Seele, 1916
- Volkserhaltung und Volksmehrung, Verlag von Karl Curtius, Berlim 1916.
- Ewiges Leben, 1920
- Christentum und Idealismus, 1921
- Zum Verständnis der gegenwärtigen Krisis in der europäischen Geisteskultur, 1923
- Christliche Dogmatik, 2 volumes 1924/1925
- com Martin Faßbender e Wilhelm Kahl: Der Weg zur Volksgesundung : Reichstagskundgebung der Arbeitsgemeinschaft für Volksgesundung am 2. Mai 1926, Berlim, Arbeitsgemeinschaft für Volksgesundung, 1926
- Die Geschichte und Gott, 1928
- Ist christliche Sozialethik wissenschaftlich möglich?, 1930